# العربی هلال سودانی
العربی هلال سودانی (زاده ۲۵ نوامبر ۱۹۸۷) بازیکن فوتبال اهل الجزایر است.